# دوري النيجر الممتاز 2015–16
دوري النيجر الممتاز 2015–16 هو موسم من دوري النيجر الممتاز. فاز فيه AS FAN ‏.